# Rosa Parks Day
Le Rosa Parks Day / Journée Rosa Parks est une célébration américaine en hommage à Rosa Parks la militante des droits civiques connue pour son refus de renoncer à sa place dans un bus. Cette journée est célébrée dans l'état de Californie le 4 février, date de son anniversaire, et dans les états de l'Ohio et de l'Oregon le 1er décembre date de son arrestation.

## Présentation

### Rappel des faits,
le 1er décembre 1955, Rosa Parks, une afro-américaine, est arrêtée pour avoir enfreint une loi de l'Alabama obligeant les passagers afro-américains à céder leur place assise à des passagers blancs lorsque le bus était plein.
Son arrestation déclenche le Boycott des bus de Montgomery qui dure 381 jours, et mobilise plus de 42 000 personnes, action qui aboutit, le 13 novembre 1956, à une décision de la Cour suprême des États-Unis qui déclare inconstitutionnelle la loi ségrégative de l'Alabama et donc interdit la ségrégation dans les transports en commun.

### La célébration

#### La décision et ses motifs
Le Rosa Parks Day est une décision de la Législature d'État de la Californie, prise en l'an 2000,.
La lecture du texte montre que cette décision s'appuie sur divers motifs, parmi ceux-ci on peut retenir les attendus suivants :
- Que le refus d'obéissance de Rosa Parks est devenu légendaire parce qu'il a été l'amorce du démantèlement progressif des lois ségrégatives, débouchant en 1964 à l'adoption du Civil Rights Act, puis en 1965 à l'adoption du Voting Rights Act,
- Que Rosa Parks a été une militante active pour l'égalité des droits civiques, notamment par son engagement au sein de la NAACP,
- Que Rosa Parks a fondé le Rosa and Raymond Parks Institute for Self Development (en) encourageant l'engagement des afro-américains au sein de la vie politique et sociale,
- Que Rosa Parks a été en raison de son action exemplaire récipiendaire de la Médaille d'or du Congrès et de la Médaille présidentielle de la liberté,
- Que Rosa Parks a consacré sa vie à la cause des droits de l'homme, incarnant en cela l'amour de l'humanité et de la liberté.
- Que Rosa Parks est reconnue par le Congrès des États-Unis comme la Première dame des droits civiques / First lady of civil rights  et  Mère du mouvement de la liberté / Mother of the freedom movement[4],

Ce sont ces motifs qui justifient le fait que les faits et gestes de Rosa Parks justifient une journée consacrée à des événements commémoratifs permettant de les étudier afin de mesurer son héritage historique.

#### La spécificité du Rosa Parks Day
Le Rosa Parks Day est une célébration et non un jour férié aux États-Unis.

#### L'élargissement du Rosa Parks Day
En 2005, l'état de l'Ohio, sur l'initiative de la sénatrice Joyce Beatty adopte une loi pour célébrer le Rosa Parks Day le 1er décembre date de son arrestation,.
En 2014, le gouverneur de l'Oregon John A. Kitzhaber, par sa proclamation du 25 novembre 2014 déclare que le Rosa Parks Day sera célébré en Oregon le 1er décembre date de son arrestation.
En 2014, à la suite d'une proclamation du gouverneur Jay Nixon, l'état du Missouri rejoint la Californie pour célébrer une "Journée Rosa Parks" le 4 février,.
En 2018, l'état de l'Alabama par la déclaration de son Sénat AL SB365 du 27 mars 2018, rejoint l'Ohio et l'Oregon pour déclarer le 1er décembre "Journée Rosa Parks" pour commémorer ses faits et gestes,.

## À voir aussi